# Play5
play5 (bis November 2020 play4, davor bis Ende 2013 play3) ist eine deutsche Videospielezeitschrift speziell für Spielekonsolen von Sony Interactive Entertainment, herausgegeben von Computec Media in Fürth. Die Zeitschrift erscheint monatlich, normalerweise am ersten Mittwoch des Vormonats und hat pro Ausgabe etwa 100 Seiten.

## Geschichte

Ehemaliges Logo

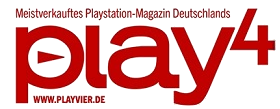
Ehemaliges Logo

Im April 2007 erschien mit einer Druckauflage von 115.000 Exemplaren (Verlagsangabe) die Erstausgabe (05/2007) der play3. Diese orientierte sich thematisch an die ähnliche, von CyPress zuvor erschienene gleichnamige Publikation.
Der ehemalige Chefredakteur vom CyPress-Verlag ist seit der Erstausgabe der Zeitschrift der Verantwortliche für den redaktionellen Inhalt der Zeitschrift. Zur Redaktion der Erstausgabe zählten auch andere ehemalige Redakteure des Verlages. Nachdem der Computec-Verlag die play3 übernommen hatte, wurde die Redaktion durch die der bei Computec früher erscheinenden PlayZone weitgehend ersetzt. Weitere Artikel der Zeitschrift werden von Redakteuren der Schwestermagazine geschrieben. 2014 benannte sich die Zeitschrift nach Erscheinen der neuen Konsole PlayStation 4 in Play4 um. Die Redaktion betreut dabei auch das Magazin N-Zone. Mit Erscheinen der PlayStation 5 benannte sich die Zeitschrift im November 2020 in play5 um.

## Inhalt

### Zeitschrift
Die Zeitschrift enthält zur Videospieleplattform PlayStation 5 folgende Informationen:
- Aktuelle Nachrichten
- Vorschauen (Previews) zu Spielen, die sich noch in der Entwicklung befinden
- Tests (Reviews bzw. Rezensionen) aktueller Spiele (kürzlich erschienen oder kurz vor dem Release stehend)
- Aktuelle Hardware-Vorstellungen (Konsolenzubehör)
- Ein Kapitel, das sich mit den Online-Fähigkeiten der Playstation 3 befasst
- Neuvorstellungen von Blu-ray-Filmen und technischem Zubehör
- Ein Community-Bereich mit Leserbriefen und Umfragen, sowie gezielte Vorstellungen von Bereichen der Cynamite.de-Community

Bis zur Einstellung der Plattformen PlayStation 3, PlayStation 4, PlayStation Portable sowie PlayStation Vita wurden diese mit in der Zeitschrift behandelt.

### Heft-DVD
DVD-Typ: DVD-9 (max. 8,5 GB Speicher auf einer Seite)

Der dem Heft beigelegte Datenträger enthält einen DVD-Video-Bereich, der abgespielt auf DVD-Video kompatiblen Geräten, redaktionell aufbereitete Test- und Vorschauvideos, sowie Trailer beinhaltet. Zusätzlich enthält die DVD ein DVD-ROM-Bereich, der hochaufgelöste Trailer (HD-Trailer), sowie eine Tipps- und Trickssammlung als PDF-Dateien bereitstellt.

### Podcast
Seit Mitte 2008 erscheint alle zwei Wochen ein Podcast, in dem die Redaktion über aktuelle Spiele berichtet und Leserfragen beantwortet. Der Podcast wird auf der Website und auf iTunes veröffentlicht.

### Auflagenstatistik
Im vierten Quartal 2014 lag die durchschnittliche monatlich verkaufte Auflage nach IVW bei 22.556 Exemplaren. Das sind 10,01 Prozent (2.490) weniger Hefte als im gleichen Quartal des Vorjahres. Die Abonnentenzahl nahm innerhalb von einem Jahr um 8,99 Prozent auf jetzt 5.686 Abonnenten ab. 25,2 Prozent der Leser beziehen die Zeitschrift im Abonnement.
Die Zeitschrift wurde 2017 aus der IVW-Zählung herausgenommen. Der Verlag gab im Jahr 2017 eine Auflage von 17.900 Exemplaren an, welche für das Jahr 2020 auf 15.600 Exemplare und im Jahr 2021 auf 11.000 Exemplare herunter gesetzt wurde. Im Jahr 2022 wurden noch 8.600 Exemplare gedruckt. Im Jahr 2023 wurde die Auflage mit 7.900 Exemplaren angegeben, im Jahr 2024 noch mit 6.400 Exemplaren. Im Jahr 2025 wird die Auflage mit 5.800 Exemplaren angegeben.